# Dorymyrmex elegans
Dorymyrmex elegans é uma espécie de formiga do gênero Dorymyrmex.